# Pelemiši (Šekovići)
Pour les articles homonymes, voir Pelemiši.
Pelemiši (en serbe cyrillique : Пелемиши) est un village de Bosnie-Herzégovine. Il est situé dans la municipalité de Šekovići et dans la république serbe de Bosnie. Selon les premiers résultats du recensement bosnien de 2013, il ne compte aucun habitant.
Avant la guerre de Bosnie-Herzégovine, le village faisait entièrement partie de la municipalité de Kladanj ; après la guerre, son territoire a été partiellement intégré à la municipalité de Šekovići, rattachée à la république serbe de Bosnie.

## Démographie

### Répartition de la population par nationalités (1991)
En 1991, le village comptait 101 habitants, tous serbes.